# Sinfonía n.º 11 (Mozart)

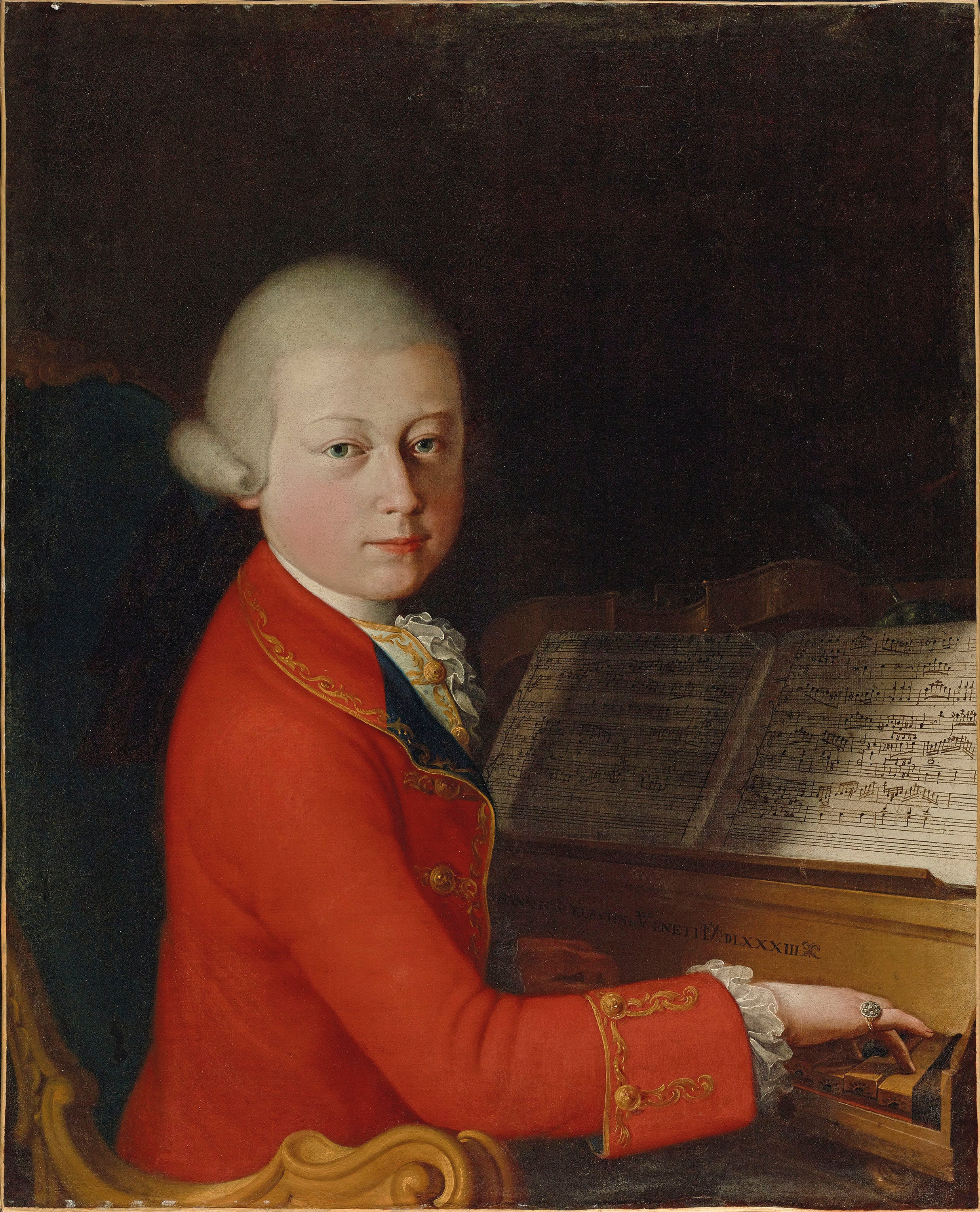
Mozart en 1770.

La Sinfonía n.º 11 en re mayor, K. 84/73q probablemente fue compuesta por Wolfgang Amadeus Mozart en 1770. Existen dudas en cuanto a su autenticidad ya que hay copias que atribuyen la obra a Leopold Mozart y a Carl Dittersdorf.

## Historia

### Contexto

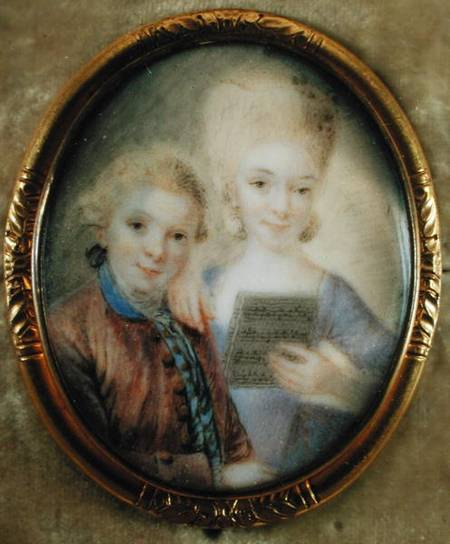
Wolfgang y Nannerl hacia 1763.

La carrera de Mozart como sinfonista había empezado en Londres durante el gran viaje de la familia Mozart por Europa entre junio de 1763 y noviembre de 1766. El padre Leopold Mozart planeó la gira para exhibir a sus prodigiosos hijos, Wolfgang y Nannerl en las principales cortes europeas. En ese tiempo Wolfgang compuso sus primeras obras del género, que tenían una deuda sustancial con las sinfonías de estilo galante italianizante en tres movimientos de Carl Friedrich Abel y Johann Christian Bach; también escuchó las sinfonías de compositores relevantes como Thomas Arne, William Boyce y Giuseppe Sammartini. Posteriormente Leopold y sus hijos pasaron en Viena varios meses de 1768 durante los cuales el joven maestro hizo un esfuerzo consciente por adaptar su estilo sinfónico a los gustos del público vienés, adoptando entre otras cosas la estructura en cuatro movimientos. Una afortunada consecuencia de los largos viajes del compositor en ciernes fue el contacto que le proporcionaron con una generosa muestra representativa de las tradiciones musicales europeas: alemana, británica, francesa e italiana.
El joven compositor y su padre realizaron tres viajes a Italia entre diciembre de 1769 y en mayo de 1773. En este periodo alternó sus visitas con estancias en Salzburgo durante las cuales creó la ópera Mitrídates, rey de Ponto, así como varias sinfonías con apreciable influencia del gusto italiano por la ópera bufa. En 1772 y 1773 el maestro austríaco vivió una etapa de entusiasmo por la escritura sinfónica, produciendo cada año siete nuevas sinfonías (n.º 15 - n.º 27). Después redujo su actividad en este campo y en los dos años siguientes sólo aparecieron tres nuevas piezas del género (n.º 28, 29 y 30). En 1778 realizó un largo y nefasto viaje a Mannheim y a París, durante el cual falleció su madre y su única producción relevante fue la Sinfonía n.º 31 "París". En enero de 1779 regresó a su ciudad natal donde creó otras tres sinfonías (n.º 32, 33 y 34) con las que cierra su etapa en Salzburgo. El casi cuarto de siglo que separa su primera sinfonía de la última -la n.º 41- estuvo marcado por el interés recurrente, si no continuo, del compositor por las posibilidades inherentes a esta forma. Al examinar la cronología de las obras de Mozart, se observa que la composición de sus sinfonías tiende a producirse en grupos espaciados irregularmente, de hasta nueve o diez ejemplos seguidos, en lugar de regular o aisladamente. Lo que esto podría sugerir, al margen de cualquier motivación económica, es que empleó estos periodos específicamente para resolver los problemas y retos de la forma sinfónica.

### Composición
La composición de esta obra, si realmente se trata de una obra del joven Mozart, pudo desarrollarse durante su viaje por Italia. Según Reel, se gestó en Roma en abril de 1770 aunque también es posible que Mozart la escribiera un poco más tarde, durante su estancia en Milán o en Bolonia.
La pieza ha llegado a nuestros días a través de tres copias:
- Una copia manuscrita perteneciente a la Gesellschaft der Musikfreunde de Viena atribuye la obra a Wolfgang Amadeus Mozart. En la parte superior derecha del manuscrito dice “In Milano, il Carnovalo 1770”, y en la parte inferior “Del Sgr cavaliere Wolfgango Amadeo Mozart á Bologna, nel mese di Luglio 1770”. Einstein sospecha que la sinfonía podría haber sido redactada en enero o febrero en Milán y la versión final terminada en julio en Bolonia.[14] Esto es plausible porque los Mozart permanecieron en Milán del 23 de enero al 15 de marzo y estaban en Bolonia en julio de 1770. Esta copia se conserva en la actualidad en la Biblioteca Jagellónica de Cracovia y se puede consultar online.[15]
- Otra copia de Berlín sólo con la mención "del Sig:re Mozart", es decir, sin nombre y fue atribuida en parte a Wolfgang y en parte a Leopold Mozart.
- Otra copia de Praga atribuye la obra a Carl Dittersdorf.

### Autoría
La autenticidad de la autoría de las cuatro sinfonías en re mayor escritas durante el primer viaje a Italia (KV 81, KV 84, KV 95 y KV 97) es dudosa ya que no se ha conservado la partitura autógrafa. El compositor escribió a su hermana una carta fechada el 25 de abril de 1770 en la que mencionó dos sinfonías (KV 95 y KV 97). Alfred Einstein, en su revisión del catálogo Köchel, afirma que las sinfonías citadas en la carta podrían ser "sinfonías gemelas" debido a sus similitudes estilísticas y estructurales. Pero una nube de interrogantes rodea sus orígenes, puesto que no han sobrevivido las partituras autógrafas de ninguna de las dos obras. Algunos libros de referencia musical cuestionan la autenticidad de la obra; Neal Zaslaw, estudioso de Mozart, afirma que no se ha investigado suficientemente el origen de la sinfonía. En general, se acepta que la obra fue escrita en Roma, en abril de 1770, por un Mozart de 14 años. Pero Zaslaw ha señalado que no existe ninguna fuente fiable que apoye esta afirmación. Además, no se ha encontrado ninguna partitura autógrafa. A pesar de todo, la música comparte muchas similitudes estilísticas con las primeras composiciones de Mozart, por lo que, al final, el peso de las pruebas parece apoyar la opinión de que fue escrita por el joven Mozart. Sea cual sea su origen, la sinfonía contiene mucha música valiosa. Por otra parte, en la actualidad no se sabe con certeza si las sinfonías KV 95 y KV 97 habían sido concebidas en un primer momento como obras en cuatro movimientos o si por el contrario los minuetos fueron añadidos posteriormente en la sexta edición del catálogo Köchel. La autenticidad es más clara para otras dos sinfonías en re mayor (KV 81 y KV 84), al parecer compuestas por Mozart en su primer viaje a Italia. 
Bernhard Paumgartner atribuyó la sinfonía a Wolfgang afirmando que esas cuatro sinfonías italianas eran muy similares entre sí, por lo que era realmente probable que todas ellas fueran obra de un mismo compositor, siendo además características de las sinfonías compuestas por Mozart en Italia. Así, consideraron que era muy probable que todas ellas fueran originales de Mozart.
Wolfgang Gersthofer, tomando como base otras obras escritas en este periodo de tiempo atribuidas a Mozart y sobre cuya autoría no hay dudas, considera que fueron «muy probablemenete» escritas por Mozart las sinfonías KV 81, KV 84, KV 95 y KV 97.
Jan LaRue, tras llevar a cabo las correspondientes comparaciones estilísticas, concluye que la pieza es obra de Wolfgang. Neal Zaslaw escribe: "Una comparación de los resultados de dos análisis de estilo del primer movimiento de la obra con otros análisis realizados a los primeros movimientos de otras obras que incuestionablemente pertenecen a estos tres compositores y que se encuadran en el mismo periodo sugiere que Wolfgang es el más indicado de los tres en haber sido el compositor de K73q".

### Estreno y publicación
No se sabe con certeza la fecha y el lugar en que tuvo lugar el estreno de la sinfonía.
La primera edición fue llevada a cabo en 1879 por la editorial Breitkopf & Härtel en Leipzig, que publicó bajo la denominación Wolfgang Amadeus Mozarts Werke, Serie VIII, No. 11 tanto las partes como la partitura completa.

## Instrumentación
La partitura está escrita para una orquesta formada por:
- Viento madera: 2 oboes y [1 fagot].
- Viento metal: 2 trompas en re.
- Teclado: [clavecín].
- Cuerda: una sección de cuerdas con 2 violines (primero y segundo), viola, violonchelo y contrabajo.

A diferencia de otras sinfonías contemporáneas, ésta prescinde del estruendo festivo de trompetas y timbales, reduciendo el conjunto a cuerdas más pares de oboes y trompas. En las orquestas de aquella época era una práctica común emplear el fagot y el clavecín, si estaban presentes en la orquesta, para reforzar la línea del bajo o bien como continuo, incluso sin notación separada.

## Estructura y análisis
La sinfonía consta de tres movimientos:
- I. Allegro, en re mayor 4
4
- II. Andante, en la mayor 3
8
- III. Allegro, en re mayor 2
4

La interpretación de esta obra dura aproximadamente entre 10 y 15 minutos. Al igual que otras sinfonías creadas durante el viaje a Italia, está adaptada a los gustos de la ópera bufa del público italiano. Retoma la estructura en tres movimieintos, prescindiendo del minueto con trío. Kenyon opina que hay "poco de especial" en la obra, mientras Zaslaw encuentra un "ambiente Gluckiano" y mucha afinidad con la ópera bufa en la repetición de tresillos que se encuentra en el Finale.

### I.Allegro
El primer movimiento, Allegro, está escrito en la tonalidad de re mayor, en compás de 4/4 y presenta una forma binaria o de obertura. El movimiento de apertura es singularmente contundente en su material inicial, en el cual los violines producen a veces sonidos desenfrenados y chirriantes. Los dos temas son en realidad una sucesión de pequeñas ideas, unidas más por el espíritu que por la melodía. La única manera de saber que el compositor ha lanzado un segundo tema es que pasa a la dominante. Se inicia con una arquitectónica frase inicial de ocho compases. El material posterior está más saturado de clichés que la Sinfonía n.º 10 K. 74; los trinos, deslizamientos, florituras, fanfarrias y bajos de timbal no desaparecen por mucho tiempo de la textura. Pero es el hábil uso de estos elementos comunes lo que confiere vuelo a la pieza. El segundo tema en dos ocasiones asciende y desciende una quinta de re'' a la'', antes de volver a la''. Otra exquisitez es el pizzicato en el bajo en la transición, que proporciona tensión a cada compás ya que las voces interiores articulan la mitad de esa unidad dejando a los primeros violines el material temático. A un nivel más amplio cada función acelera sus ritmos armónicos y superficiales, ya sea por separado o de manera conjunta.

### II.Andante
El segundo movimiento, Andante, está en la mayor, en compás de 3/8 y responde a una forma sonata más convencional. Se asemeja al Andante de la K. 74, pero este es más lírico y tiene un sonido más pleno con las violas divididas. Sus galanterías relajadas alivian el bullicio del movimiento inicial. El primer tema es interpretado por los violines y los oboes en terceras paralelas, de tal manera que recuerda a la Danza de los espíritus felices de Gluck pero sin pretender alcanzar la serenidad del maestro alemán. El segundo tema ofrece una mayor interacción entre los vientos y las cuerdas, las cuales se permiten algunos breves pasajes de discreto pizzicato. La sección de desarrollo no es más que una transición de cuatro compases antes de una repetición de los temas ya presentados.

### III.Allegro
El tercer y último movimiento, Allegro, retoma la tonalidad inicial y el compás es 2/4. El Finale es otro Allegro, esta vez parecido a una giga llena de tresillos y motivada por una figura arpegiada que sube y baja. Ofrece frenéticas reminiscencias del saltarello y de la tarantela. Casi cada frase o subfrase es repetida, lo cual refuerza su energía cinética. Brown se pregunta si el compositor se encontró con algún grupo de danza italiana que inspiró esta pieza.